# كانولي (بوليا)
كانولي (بالإيطالية: Cannole)‏ هي بلدة وبلدية في مقاطعة ليتشي في إقليم بوليا في جنوب إيطاليا.

## السكان
في سنة 1861 بلغ عدد السكان 961 نسمة، وتطور العدد ليصل في سنة 2011 لـ 1٬754 نسمة.
يظهر هذا المخطط البياني تطور النمو السكاني لـ كانولي (بوليا)